# Stethacanthidae
Stethacanthidae es una familia, toda ella extinta, de tiburones que subsistió en los períodos del Devónico al Carbonífero. Todos estos tiburones son distinguidos por su aleta dorsal aplanada e inusual. Esta familia contiene a tres géneros: Stethacanthus, Symmorium y Akmonistion.